# Bodetal-Eibe

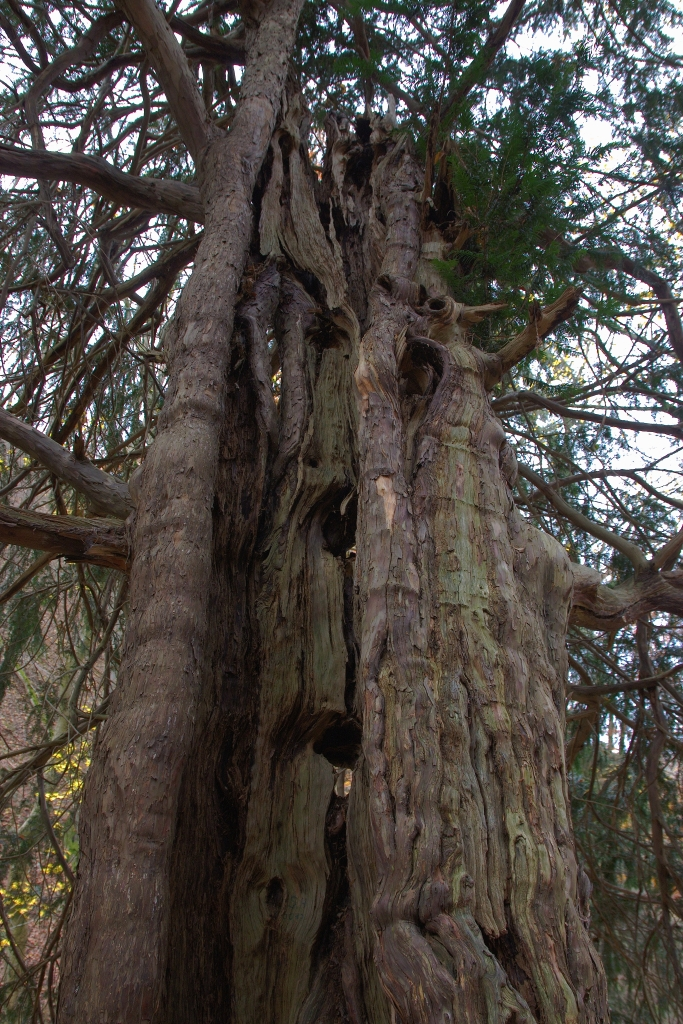
Bodetal-Eibe (2018)

Die Bodetal-Eibe (auch Humboldt-Eibe) ist ein Naturdenkmal in der Nähe des Bodetals bei Thale in Sachsen-Anhalt.
Diese Eibe ist vermutlich weit über 1000 Jahre alt. Sie verdankt ihren Beinamen dem Naturforscher Alexander von Humboldt, der den Baum Ende des 18. / Anfang des 19. Jahrhunderts als erster beschrieb.

## Beschreibung
Die Eibe hat üppige und stark verschlungene Wurzeln, die sich über den felsigen Boden „ranken“. Die Eibe ist im Inneren hohl, so dass man sich hinein stellen könnte. Die Öffnung verjüngt sich spitz nach oben und zeigt trotz des beträchtlichen Alters keine Fäulnis. Der knorrige Stamm besteht allerdings nur noch aus einem schmalen Ring, und sehr wahrscheinlich ist die alte Krone ausgebrochen, sodass jüngere Triebe eine neue Krone gebildet haben. Der Stamm weist einen halben Meter über dem Boden eine dicke Geschwulst auf. Die Äste sind teilweise abgestorben und teilweise begrünt.
Anhand dendrochronologischer Schätzungen ist anzunehmen, dass die Eibe ein ungefähres Alter von 1000 bis 1500 Jahren hat. Eine genauere Datierung ihres Alters wäre nur durch eine intensive dendrochronologische Untersuchung möglich, die eine Probenentnahme voraussetzen würde, was von Naturschützern abgelehnt wird.

## Geografische Lage
Die Eibe befindet sich in einem gut versteckten Seitental des Bodetals, das als streng geschütztes Naturschutzgebiet nicht für Touristenströme vorgesehen ist, um sowohl das Naturschutzgebiet als auch die Humboldt-Eibe nicht zu gefährden.